# Charles Millot (encyclopédiste)
Pour l’article homonyme, voir Charles Millot.
Charles Millot, né vers 1717 en Lorraine et mort à Brabant-le-Roi le 9 juin 1769 est un ecclésiastique lorrain. 
Curé de Loisey de 1743 à 1769 puis de Brabant-le-Roi jusqu’à sa mort, Millot fournit à l’Encyclopédie de Diderot et D’Alembert les articles « affabilité » et « entêtement », où il s’en prend aux grands et aux dévots.
Il était membre de la Société littéraire de Châlons-sur-Marne.

## Référence
- Frank Arthur Kafker, The Encyclopedists as individuals: a biographical dictionary of the authors of the Encyclopédie, Oxford, Studies on Voltaire and the eighteenth Century, 1988, p. 258.  (ISBN 0-7294-0368-8)